# Teresa Machado
Teresa Machado (Ílhavo, 22 luglio 1969 – 28 febbraio 2020) è stata una discobola e pesista portoghese.

## Biografia
Partecipò a quattro edizioni olimpiche consecutive, 1992, 1996, 2000 e 2004: in quella del 1996 rappresentò il suo Paese gareggiando sia nel lancio del disco sia nel getto del peso, mentre nelle altre si presentò solo come discobola. Non vinse mai medaglie negli eventi importanti, riuscendo tuttavia in entrambe le discipline a qualificarsi quasi sempre per la fase finale. Si ritirò piuttosto tardi, nel 2007. Nel lancio del disco è a tutt'oggi la miglior atleta portoghese di sempre.
È scomparsa all'età di 50 anni il 28 febbraio 2020 a seguito di un tumore.

## Palmarès
| Anno | Manifestazione    | Sede              | Evento           | Risultato | Misura  | Note |
| ---- | ----------------- | ----------------- | ---------------- | --------- | ------- | ---- |
| 1987 | Europei juniores  | Birmingham        | Getto del peso   | 9ª        | 14,15 m |      |
| 1987 | Europei juniores  | Birmingham        | Lancio del disco | 6ª        | 47,12 m |      |
| 1988 | Mondiali juniores | Sudbury           | Lancio del disco | 9ª        | 48,36 m |      |
| 1990 | Europei           | Spalato           | Getto del peso   | 13ª       | 14,34 m |      |
| 1991 | Mondiali          | Tokyo             | Lancio del disco | 24ª       | 53,64 m |      |
| 1992 | Olimpiadi         | Barcellona        | Lancio del disco | 28ª       | 49,58 m |      |
| 1993 | Mondiali          | Stoccarda         | Lancio del disco | 26ª       | 56,02 m |      |
| 1995 | Mondiali          | Göteborg          | Lancio del disco | 17ª       | 58,68 m |      |
| 1996 | Olimpiadi         | Atlanta           | Getto del peso   | 23ª       | 15,91 m |      |
| 1996 | Olimpiadi         | Atlanta           | Lancio del disco | 10ª       | 61,38 m |      |
| 1997 | Mondiali          | Atene             | Lancio del disco | 6ª        | 62,00 m |      |
| 1999 | Mondiali          | Siviglia          | Lancio del disco | 22ª       | 57,84 m |      |
| 2000 | Olimpiadi         | Sydney            | Lancio del disco | 11ª       | 59,50 m |      |
| 2001 | Mondiali          | Edmonton          | Lancio del disco | 15ª       | 59,74 m |      |
| 2002 | Europei           | Monaco di Baviera | Lancio del disco | 7ª        | 60,41 m |      |
| 2003 | Mondiali          | Parigi            | Lancio del disco | 10ª       | 59,46 m |      |
| 2004 | Olimpiadi         | Atene             | Lancio del disco | 23ª       | 58,47 m |      |